# СД Војводина
Спортско друштво Војводина је спортско друштво из Новог Сада, Србија. Навијачи СД Војводина називају се Фирма. Навијачка група је основана 1989. године.

## Клубови СД Војводина
| Спорт         | Име клуба     | Основан |
| ------------- | ------------- | ------- |
| Фудбал        | ФК Војводина  | 1914.   |
| Атлетика      | АК Војводина  | 1921.   |
| Ватерполо     | ВК Војводина  | 1935.   |
| Одбојка       | ОК Војводина  | 1946.   |
| Кошарка       | КК Војводина  | 1948.   |
| Рукомет       | РК Војводина  | 1948.   |
| Хокеј на леду | ХК Војводина  | 1957.   |
| Фудбал        | ЖФК Војводина | 2007.   |